# 覃应机
覃应机（1915年—1992年12月8日），曾用名谭应机，男，壮族，广西东兰县三石镇巴纳村（现为纳合村）人，中华人民共和国政治人物。曾任广西壮族自治区人民政府主席、广西壮族自治区政协主席。第一届至第六届全国人民代表大会代表，中国共产党第八、十一、十二、十四次全国代表大会代表，中共第十一、十二届中央委员，中共十三大当选为中央顾问委员会委员。

## 生平
有四个姐姐。1927年在叔伯哥哥、小学校长覃应标影响和教育下，加入了当时少年儿童革命群众组织——“劳动童子团”。1929年7月加入共青团。1929年8月参加农军，被派到三石区当劳动童子团团长。1929年12月11日百色起义时所在的农军二纵队二营改编成为红七军二纵队二营（营长冯达飞），历任营部传令兵、师部勤务兵，1931年2月调到军部当传令兵。1931年3月任第55团三连任排长，并转党。1931年7月任团部青年干事。1932年2月攻打赣州时腿部负重伤。1933年调红三军团保卫局当侦察员。1934年秋到瑞金的国家保卫局学习，结业后任红三军团保卫局（局长罗瑞卿）主任科员。1935年2月调任红三军团红五师（由红七军缩编）侦察连任指导员，连长韦杰。1935年9月过草地时任红十三团（团长彭雪枫、政委李干辉）团部副特派员（特派员欧致富）。长征到达陕北后，任总部侦察队侦察组长。1936年2月初任红十五军团第八十一师（师长贺晋年）特派员。后调任红一方面军保卫局巡视组组长、红一师一团特派员、红一方面军保卫局二科科长。1937年3月，到陕西省云阳县红军总部政训队学习。
抗日战争期间，任八路军前敌总指挥部二科侦察队队长、二科代理科长、总部联络参谋、参谋处外勤情报组组长。1939年至1940年任晋中游击队政委，率领侦察队160余人活跃在山西榆次、太谷、寿阳一带。 1940年秋调北方局党校学习，任第二分队队长。1941年夏毕业后任太行太岳行政联合办事处公安处副处长，晋冀鲁豫边区公安总局秘书主任。1943年春调任冀南行署公安总局副局长、局长、冀南区党委社会部副部长、部长等。1949年8月1日任河北省人民政府委员、河北省人民政府党组成员、河北省委社会部长、河北省公安厅厅长。
中华人民共和国成立后，1949年10月调任中共广西省委社会部部长、广西省公安厅长。1949年11月下旬，率领河北省公安厅选调的29名公安干部南下抵达桂林。兼任广西省公安总队政委（司令员覃士冕）、兼南宁市公安局首任局长、兼广西省人民检察署检察长、南宁警备区副司令、广西边防局局长、广西省公安干校校长等职。在全省建成劳改农场近30个，劳改工厂80家。1952年8月任广西省委常委。1952年12月兼任广西省人民政府副主席。1953年兼任桂西僮族自治区人民政府主席。1956年改为桂西僮族自治州任州长兼州党委书记。兼任桂西壮文学校校长、广西民族学院首任院长、广西壮族自治区民族语言文字工作委员会主任。1957年8月开始担任广西省委工业书记。1958年广西壮族自治区成立，任中共广西区党委书记（当时设第一书记）、区人民委员会副主席，兼任中国科学院广西分院院长。1960年兼任广西外事办主任，负责援越抗美、三线建设。文革初期受冲击。1971年被“解放”恢复工作。1973年8月任自治区委常委，自治区革命委员会副主任。分管自治区工业建设，主持“三线” 建设项目, 组织和领导钢铁、煤炭、电能、化肥、农机五大会战。1977年11月任自治区党委书记（当时设第一书记）、自治区革委会副主任。1977年12月兼任广西壮族自治区政协主席。1979年3月任中共广西壮族自治区党委第三书记。1979年12月兼广西壮族自治区人民政府主席。。1978年12月-1982年3月兼任广西大学校长。1981年3月兼任中共广西壮族自治区委党史资料征集委员会主任。1983年5月至1988年1月任广西壮族自治区政协主席。
著有《硝烟岁月》，中共党史出版社1991年版。

## 家人
表哥：陆秀轩毕业于东兰县高等小学校。参加百色起义。后任广西壮族自治区政协副主席。
夫人：韩炜，山西省运城地区解县人。1939年长子县决死三纵队军政干校结业。1941年5月结婚。1984年从广西农垦系统离休。